# Синдром Гурлер — Шейе
Синдро́м Гу́рлер — Шейе́ (мукополисахаридоз-I H/S, англ. MPS-I H/S) — наследственное заболевание из группы мукополисахаридозов, относящихся к лизосомным болезням накопления. Характеризуется недостаточностью альфа-L-идуронидазы — фермента лизосом, участвующего в катаболизме кислых мукополисахаридов, которые составляют основу межклеточного вещества соединительной ткани. Заболевание редкое, проявляется в детском возрасте.
Синдром Гурлер — Шейе является одним из представителей группы мукополисахаридозов, объединённых термином гаргоилизм.

## Историческая справка
Впервые заболевание, изначально названное болезнь Пфаундлера — Гурлер, описано двумя педиатрами: австрийским — (нем. Hurler Gertrud [G. Hurler], 1889—1965) и немецким — (нем. Pfaundler Meinhard von [M. V. Pfaundler], 1872—1947).
Описанная авторами болезнь проявляется в первые месяцы жизни грубыми чертами лица (гаргоилизм), гепатоспленомегалией, тугоподвижностью суставов, деформацией позвоночного столба. Затем американским офтальмологом Шейе, (англ. Н. G. Scheie, 1909—1990) описана вторая форма болезни с более поздним началом и более доброкачественным течением, названная синдром Шейе. Позже описана промежуточная форма болезни, названная синдром Гурлер — Шейе.

### Эпоним
Заболевание названо в честь первооткрывателей — австрийского педиатра Гертруды Гурлер (нем. Gertrud Hurler, 1889—1965) и американского офтальмолога Гарольда Шейе (англ. Harold Glendon Scheie, 1909—1990).

## Эпидемиология
Синдром Гурлер — Шейе встречается крайне редко с частотой не более 1 на 115 000 родившихся живыми.

## Наследование

Аутосомно-рецессивный механизм наследования синдрома Гурлер — Шейе: оба родителя являются носителями дефектного гена (помечен красным кружочком). По законам Менделя 50 % детей станут носителями (как их родители), 25 % родятся генетически здоровыми и в 25 % случаев — больными.

Данная группа заболеваний наследуется, как и подавляющее большинство лизосомных болезней накопления, по аутосомно-рецессивному типу наследования. Таким образом, с одинаковой частотой встречается как у мужчин, так и у женщин.
Аутосомно-рецессивный тип наследования на практике означает, что дефектный ген расположен на одной из двух аллельных аутосом. Заболевание клинически манифестирует только в случае, когда обе аутосомы, полученные по одной от отца и матери, являются дефектными по данному гену. Как и во всех случаях аутосомно-рецессивного наследования, если оба родителя несут дефектный ген, то вероятность наследования болезни у потомства составляет 1 из 4. Таким образом в среднем, на одного больного ребёнка в такой семье приходится три без клинических признаков проявлений генной болезни. На схеме синим цветом обозначены здоровые, фиолетовым — носители дефектного гена, красным — синдром Гурлер — Шейе (два дефектных гена одной аллели). Синим кружочком помечен нормальный ген, красным — дефектный.

## Классификация
Согласно Международной классификации болезней десятого пересмотра (МКБ-10), различают:
- E76 Нарушения обмена гликозаминогликанов:
  - E76.0 Мукополисахаридоз, тип I. Синдромы: «Гурлер» (MPS-I H), «Шейе» (MPS-I S), «Гурлер — Шейе» (MPS-I H/S).

## Клиническая картина
Синдром Гурлер — Шейе (мукополисахаридоз-I H/S) является менее тяжёлым промежуточным вариантом между синдромами Гурлер и Шейе. Фенотип пациентов также является промежуточным между фенотипом свойственным синдрому Гурлер и Шейе. Существует предположение, что больные синдромом Гурлер — Шейе являются генетическими химерами с одним аллелем синдрома Гурлер и вторым — синдрома Шейе.
Клиническая симптоматика характеризуется в основном кожными проявлениями, сочетающимися с умеренной умственной отсталостью и помутнением роговицы.

## Диагностика
В процессе диагностики и дифференциальной диагностики синдрома Гурлер — Шейе определяют не только тип экскретируемого с мочой мукополисахарида (дерматансульфат, гепарансульфат), но и определяют активность специфического фермента (альфа-L-идуронидазы) в различных тканях организма, в том числе и культуре фибробластов кожи.

## Лечение
Современная наука получила возможность проводить фермент-заместительную терапию для пациентов с мукополисахаридозом I типа, вызываемого дефектом альфа-L-идуронидазы (англ. α-L-iduronidase, lauonidase) — фермента лизосом, участвующего в катаболизме кислых мукополисахаридов, составляющих основу межклеточного вещества соединительной ткани. Группа мукополисахаридоза I типа включает в себя пациентов с синдромом Гурлер (мукополисахаридоз I-H), синдромом Шейе (мукополисахаридоз-I S), а также синдромом Гурлер — Шейе (мукополисахаридоз-I H/S). Ранняя диагностика и своевременная терапия развившейся компрессии спинного мозга может предотвратить необратимые повреждения нервов. Лечение также назначается пациентам с проблемами внутрисердечной гемодинамики, вызванными недостаточностью аортального клапана.